# Koffiecichorei
Koffiecichorei (Cichorium intybus var. sativum) is een variëteit van de wilde cichorei die voor de productie van cichorei en inuline geteeld wordt. Andere cultivars van een andere variëteit van dezelfde soort (Cichorium intybus var. foliosum) worden gebruikt voor de productie van witlof, groenlof en roodlof.

## Koffiecichorei
Sinds de 19e eeuw wordt van de gemalen en gebrande wortels van cichorei een cafeïnevrije drank gemaakt waarvan de ietwat bittere smaak lijkt op die van koffie. In de Franse tijd, rond 1800, was deze cichoreikoffie of peekoffie in België en Nederland populair geworden. Cichorei werd veel in de Friese Wouden geteeld en gedroogd, vooral in de gemeente Dantumadeel. In oorlogs- en crisisjaren, zoals 1940-1945, werd deze surrogaatkoffie bij gebrek aan echte koffie op grote schaal gedronken, waarbij echter de opwekkende werking van de cafeïne ontbrak. Ook werd vaak een beetje 'peekoffie', kortweg peen, aan echte koffie toegevoegd als smaakversterker.

## Inulineproductie
Sinds 1992 wordt in Nederland cichorei geteeld voor de productie van fructosestropen en inuline. Hiervoor zijn verschillende rassen geselecteerd, die een betere wortelvorm, een hogere wortelproductie en een hoger gehalte aan inuline hebben dan de oorspronkelijke wilde cichorei. Vanaf 2006 wordt in Nederland alleen nog voor de inulineproductie geteeld, omdat de productie van fructose niet langer lonend is.

## Galerij

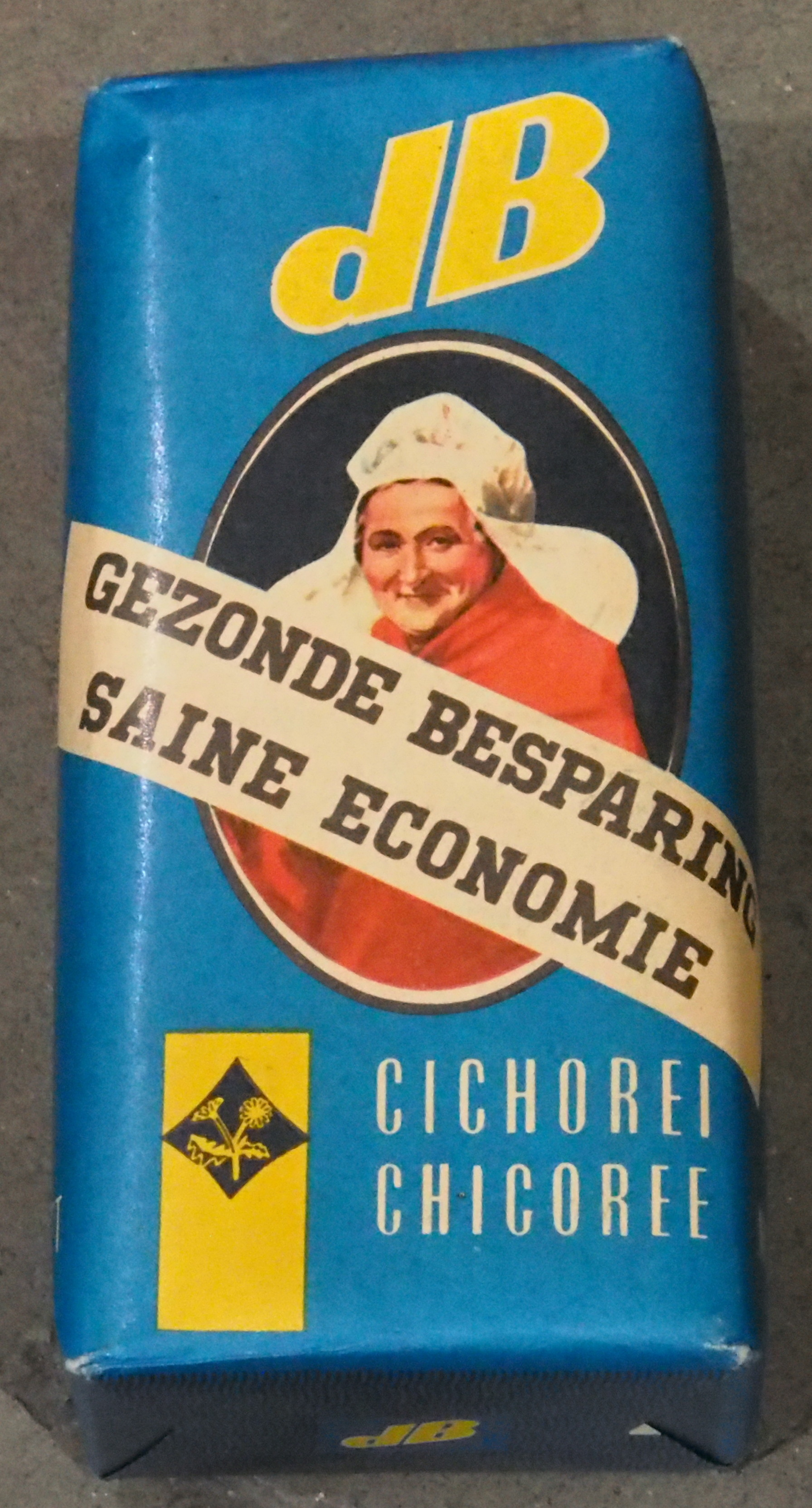
Blikje met de Beukelaar-koffiecichorei
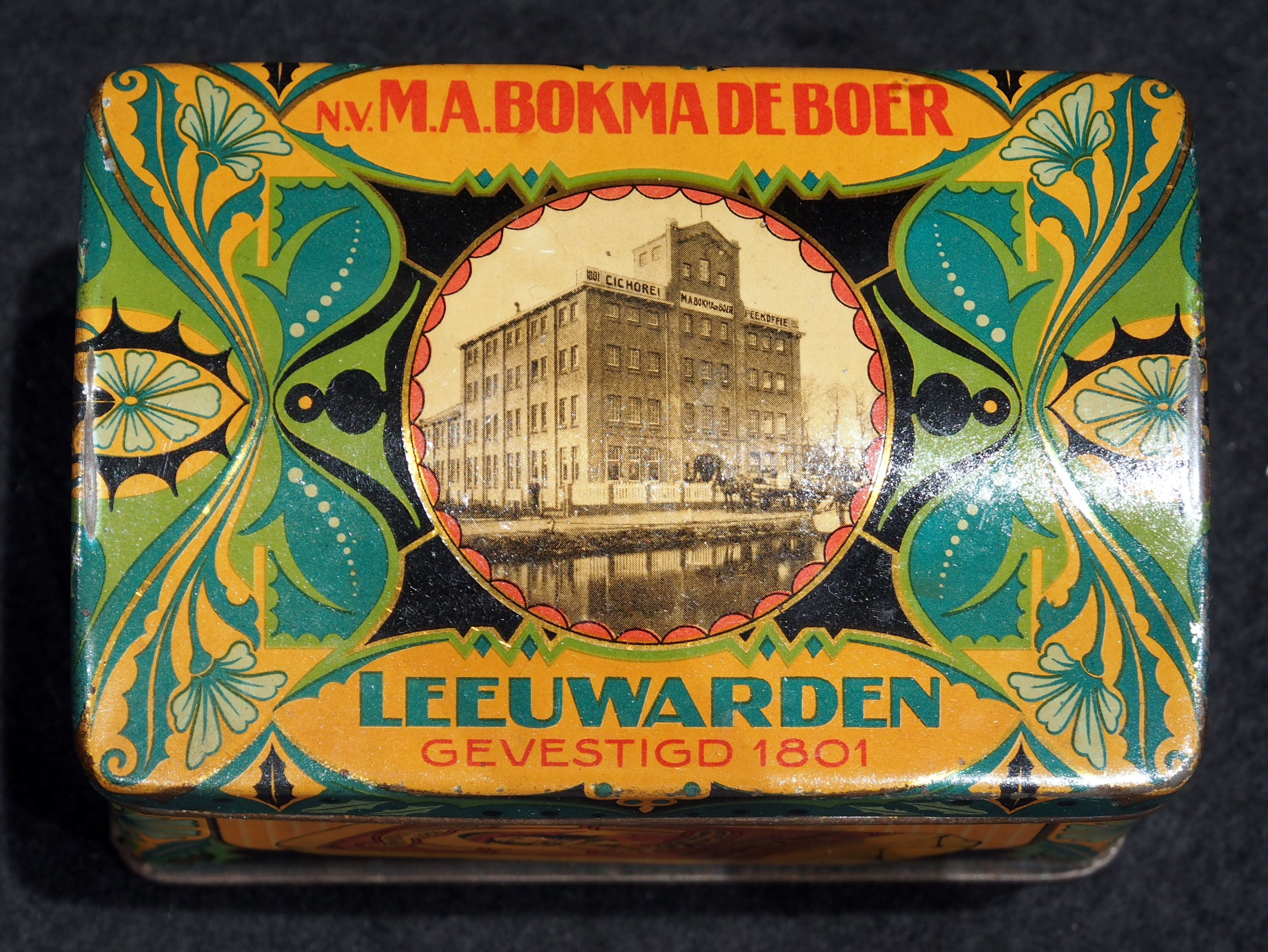
Peekoffieblik Fa. Bokma de Boer
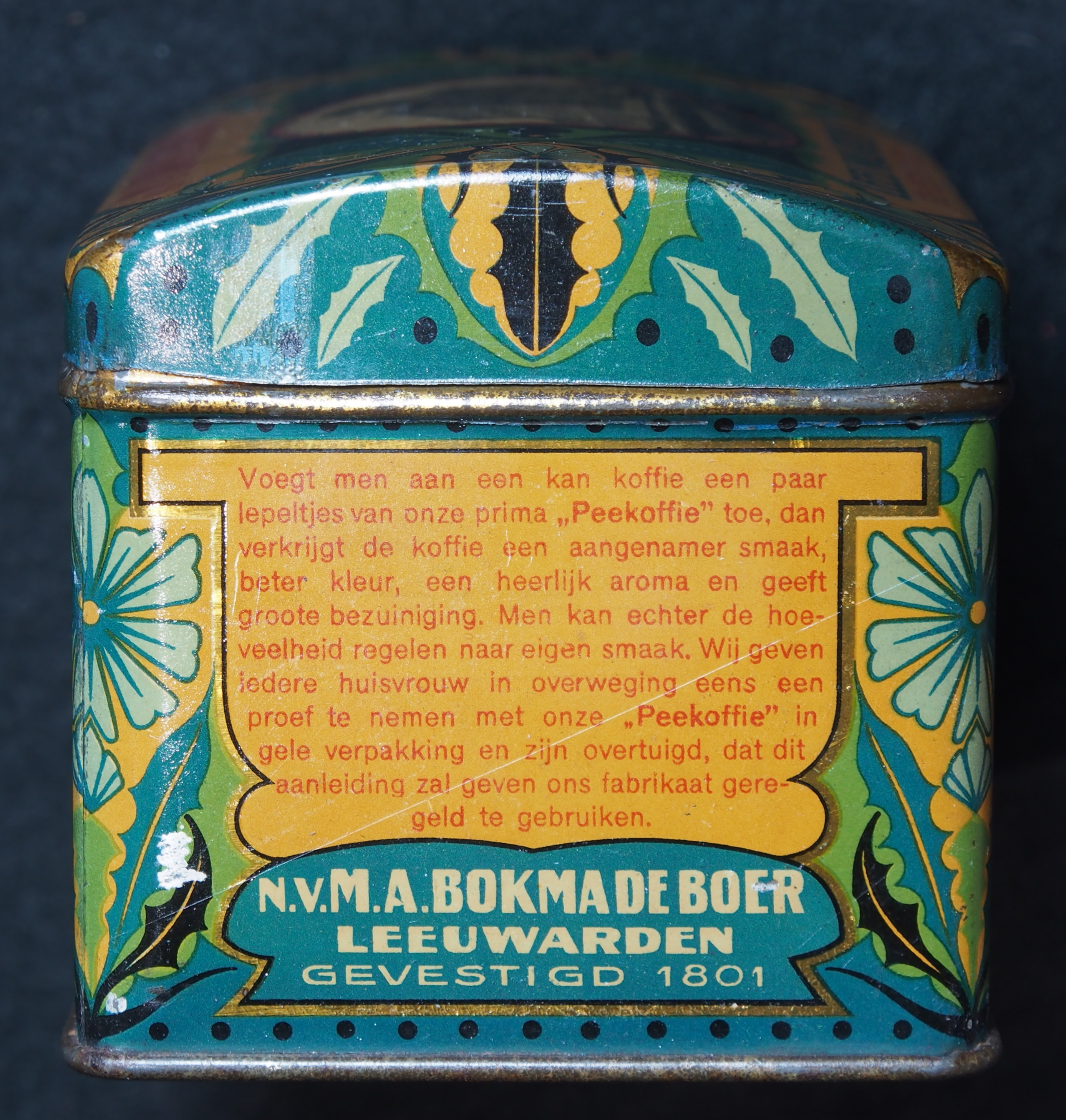
Peekoffieblik met gebruiksaanwijzing

... · 
C. endivia (Andijvie) · 
C. intybus (Wilde cichorei) · 
C. intybus var. foliosum (Witlof) · 
C. intybus var. sativum (Koffiecichorei) · 
...